# Снідавка
Сніда́вка — село Косівського району Івано-Франківської області. Входить до складу Косівської міської громади. Колишній центр сільської ради. Розміщене за 25 км від районного центру і за 55 км від залізничної станції Заболотів. Населення — 882 особи.
Снідавка відома з XVI століття. 
Більшість мешканців села працює у допоміжному господарстві Коломийського лісокомбінату. У Снідавці широко розвинуті художні промисли. Народні умільці виробляють красиві шкатулки, топірці, художні ліжники й килими, гуцульські вишивки на полотні, кептарі, запаски, пояси. Уродженець Снідавки П. М. Медвідчук — член Спілки художників України. У селі була восьмирічна і початкова школи, клуб, бібліотека, медпункт, пологовий будинок, магазин. 
У селі розташований лісовий заказник «Терношори», а на околиці села є унікальний скельний комплекс Терношорська Лада.

## Церква
Докладніше: Церква Святих Апостолів Петра і Павла (Снідавка)
Церква Святих апостолів Петра і Павла належить до ПЦУ. Настоятель митрофорний протоієрей Василь Палійчук.

## Відомі особистості
- Мартищук Василь Михайлович (нар. 1943) — майстер унікальних гуцульських скрипок.
- Медвідчук Микола Федорович (1886—1946) — майстер різьблення й випалювання на дереві та художнього оброблення металу.
- Медвідчук Михайло Миколайович (1912—1984) — майстер різьблення на дереві та художнього оброблення металу.
- Тинкалюк Микола (нар. 1954) — львівський фотомайстер, заслужений художник Міжнародної федерації фотомистецтва при ЮНЕСКО, член Національної спілки фотохудожників України.

## Світлини

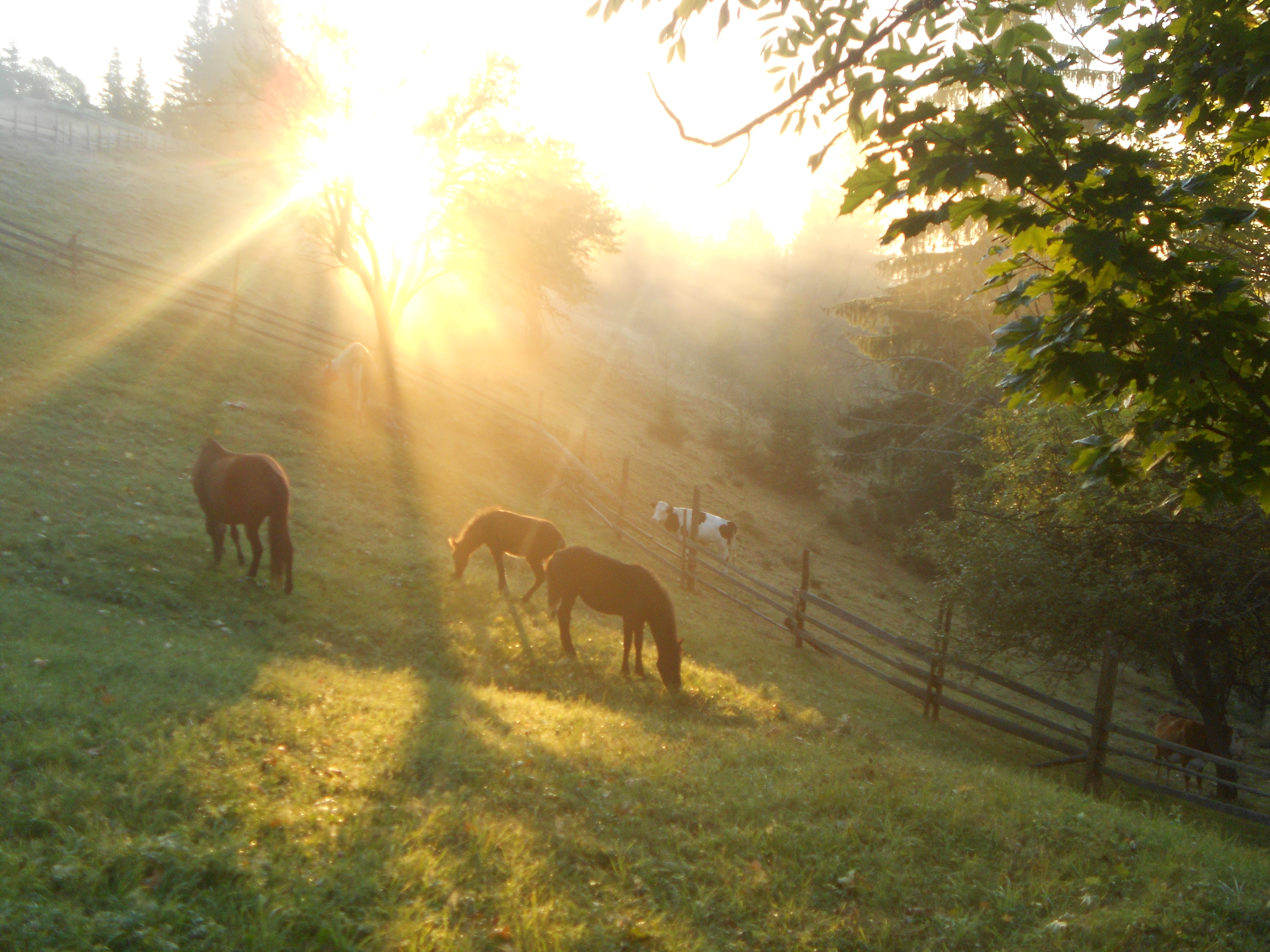
Присілок поблизу Терношорської Лади
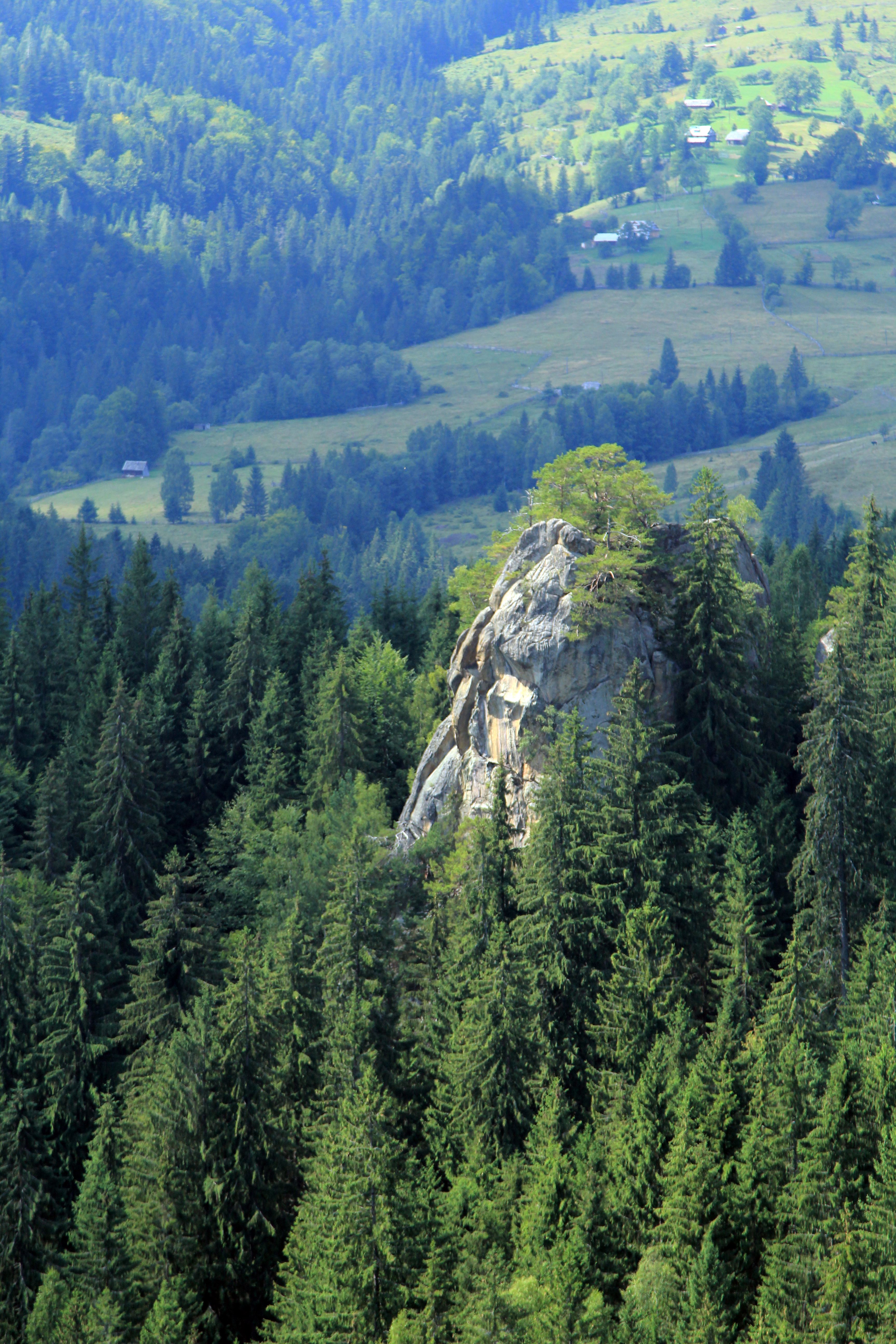
Урочище Терношори
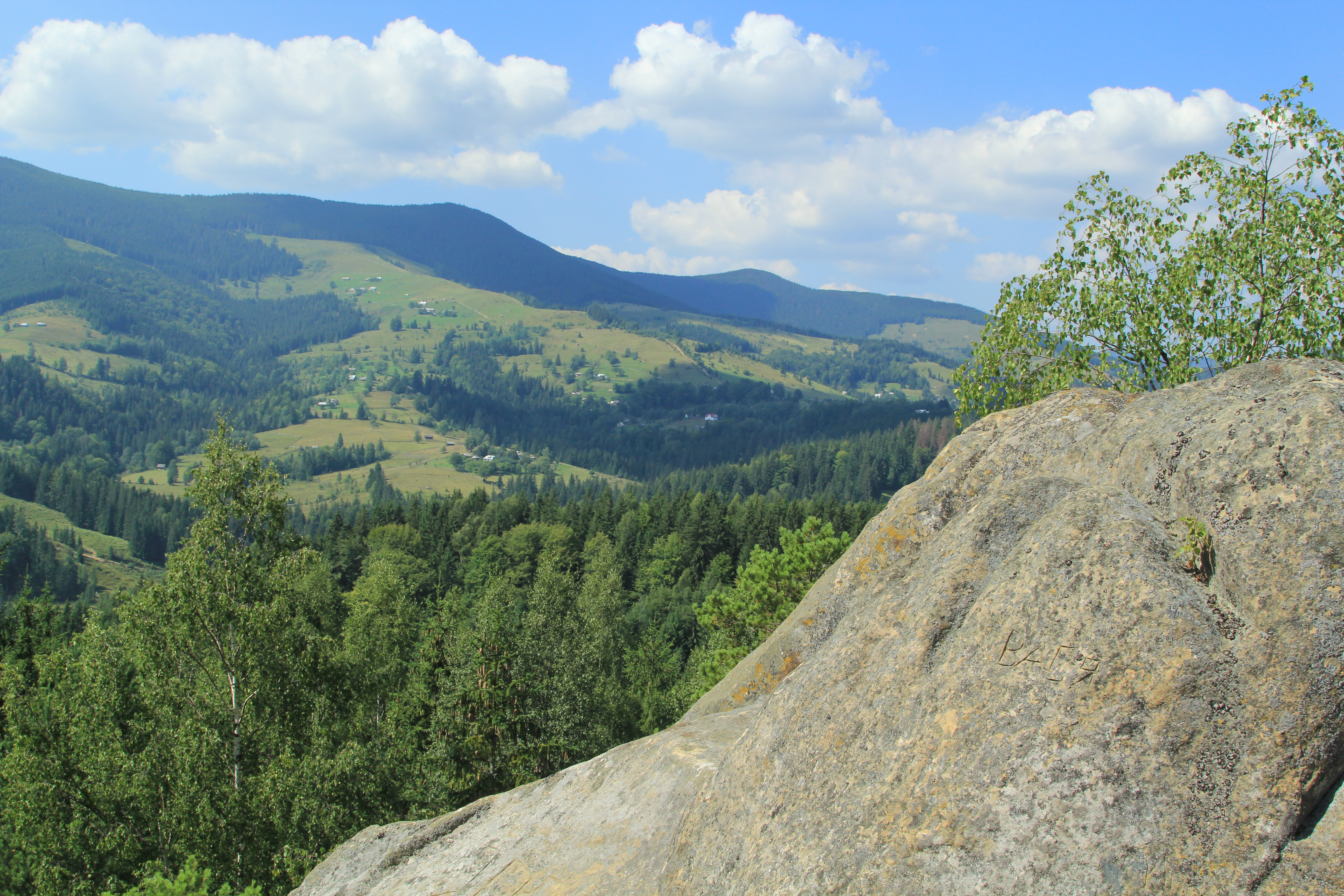
Вид з Урочища Терношори
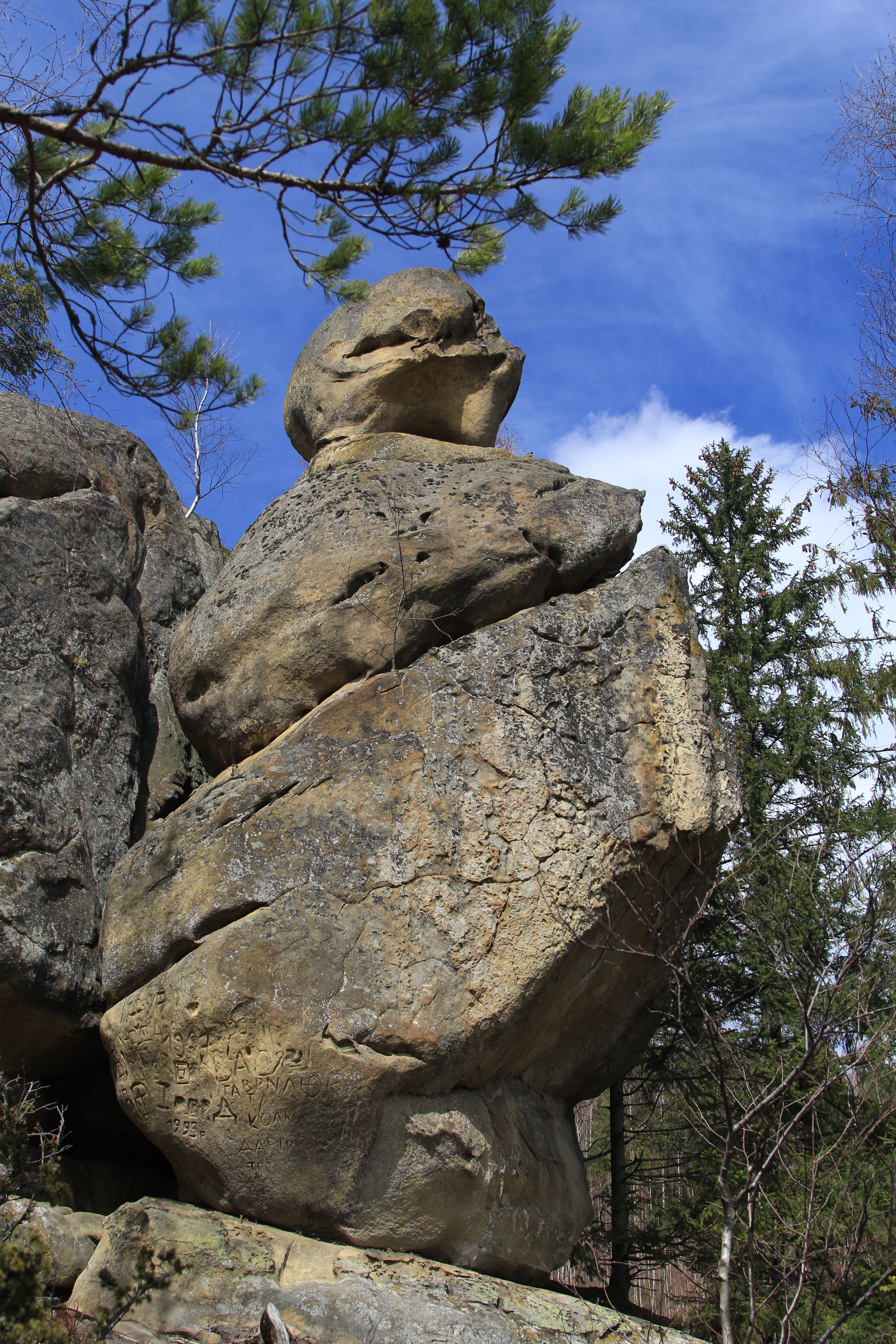
Терношорська лада
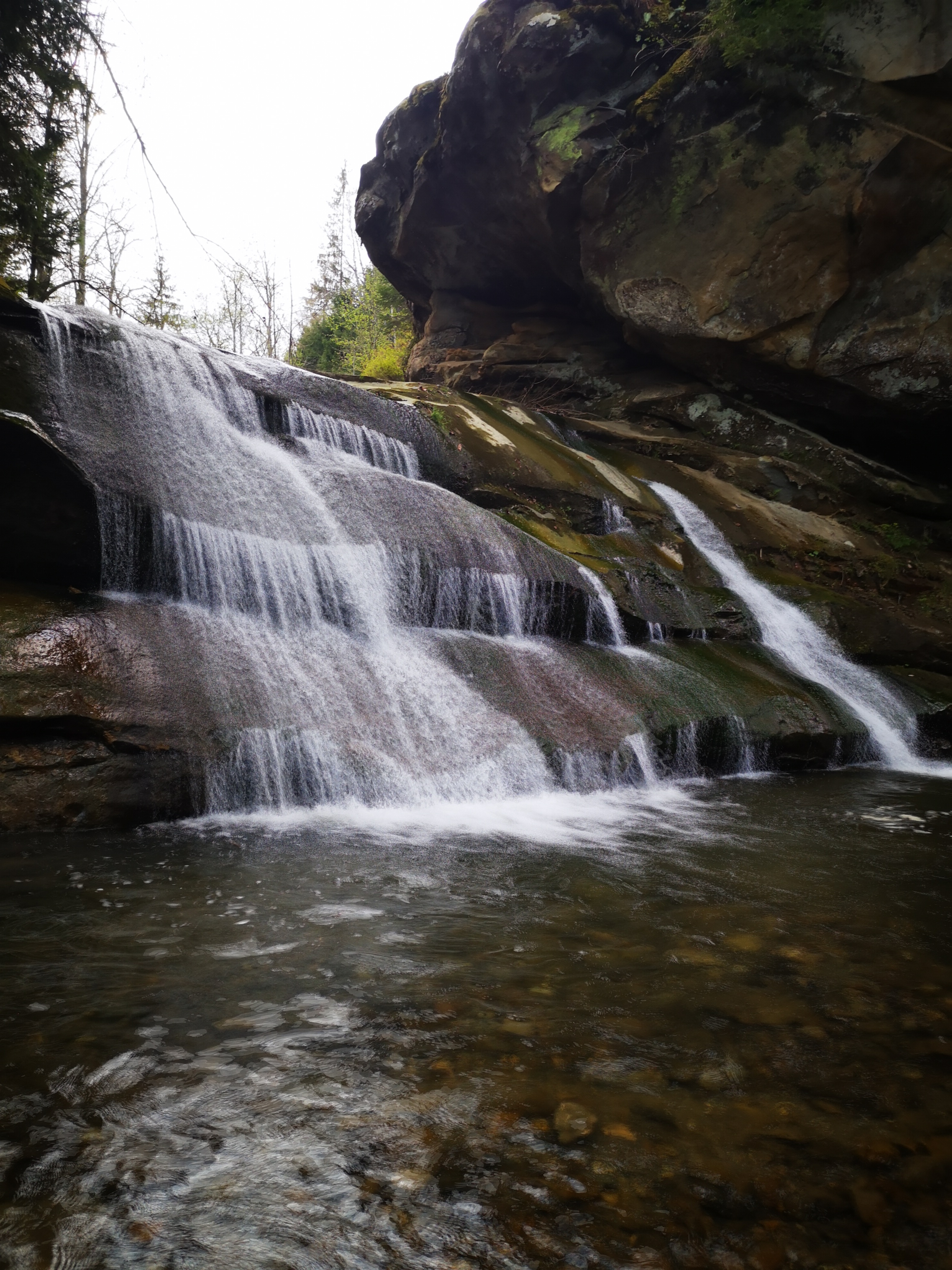
Терношорський Гук
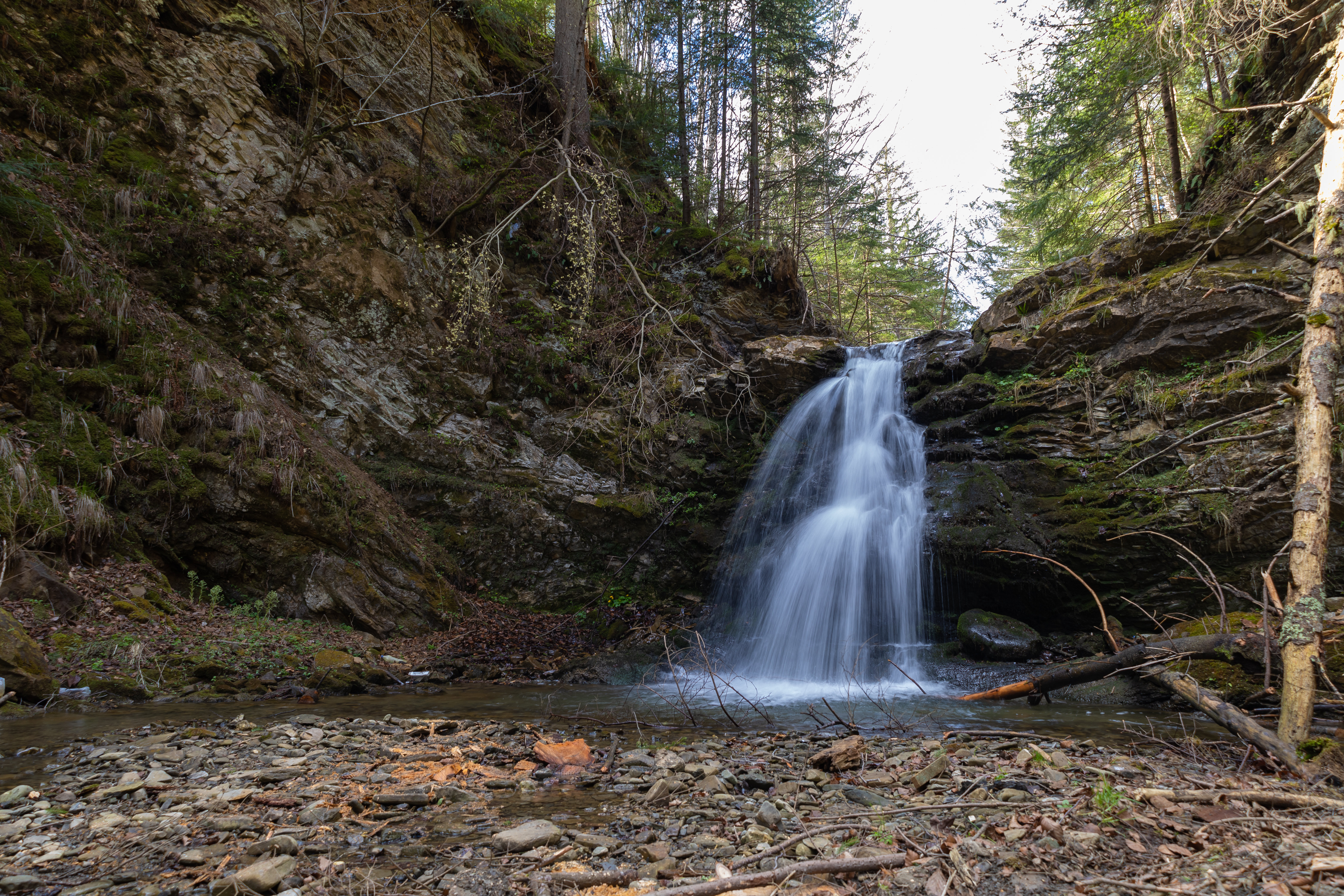
Межиріцький водоспад